# Ngee Ann City
El Ngee Ann City (en chino: 义安城) es un centro comercial se encuentra en la vía Orchard, Singapur. El edificio de 520 millones dólares fue inaugurado oficialmente el 21 de septiembre de 1993 por el entonces primer ministro, Goh Chok Tong. Muchos singapurenses se refieren a Ngee Ann City como "Taka", un abreviatura del nombre del inquilino ancla, Takashimaya.